# Mitsubishi Ki-21
Chiếc Mitsubishi Ki-21 Sally là kiểu máy bay ném bom hạng nặng hai động cơ được Lục quân Đế quốc Nhật Bản sử dụng trong Thế Chiến II khá thành công trong giai đoạn đầu của cuộc chiến. Nó cũng được cung cấp cho Không quân Hoàng gia Thái Lan trong thời kỳ này. Tên chính thức mà Lục quân Đế quốc Nhật Bản đặt cho nó là "Máy bay ném bom hạng nặng Lục quân Loại 97 Kiểu 1A".

## Thiết kế và phát triển
Vào năm 1936, Không lực Lục quân Đế quốc Nhật Bản công bố một yêu cầu về một kiểu máy bay ném bom hạng nặng có số thành viên đội bay ít nhất bốn người, tốc độ tối đa 400 km/h, có khả năng bay trên không ít nhất năm giờ, và mang được tải trọng bom 750 kg. Các hãng Mitsubishi và Nakajima đã chế tạo những chiếc nguyên mẫu, kết quả của cuộc cạnh tranh cho thấy thiết kế Ki-21 của Mitsubishi tỏ ra trội hơn kiểu Ki-19 của hãng cạnh tranh. Tuy nhiên, sau quá trình đánh giá cả hai kiểu máy bay, Mitsubishi được yêu cầu thay đổi kiểu động cơ Ha-6 bố trí hình tròn sang sử dụng kiểu Nakajima Ha-5 vốn được sử dụng trên chiếc Ki-19, và sau khi cải tiến bề mặt cánh đuôi, chiếc Ki-21 được chấp nhận đưa vào sản xuất hàng loạt như là kiểu "Máy bay ném bom hạng nặng Lục quân Loại 97 Kiểu 1A". Chiếc máy bay được bắt đầu đưa ra hoạt động vào mùa Hè năm 1938, thay thế cho kiểu máy bay ném bom Fiat BR.20 vốn bị buộc phải mua để lấp vào vai trò được dự định cho chiếc Ki-21.
Các phiên bản cải tiến được tiếp tục đưa ra cho đến khi việc sản xuất kết thúc vào tháng 9 năm 1944.

## Lịch sử hoạt động
Mitsubishi Ki-21 có lẽ là máy bay ném bom Nhật Bản được biết đến nhiều nhất trong Thế Chiến II. Nó bắt đầu hoạt động trong cuộc Chiến tranh Trung-Nhật, và trong giai đoạn đầu của cuộc chiến tại Thái Bình Dương, hoạt động trong các chiến dịch Malaya thuộc Anh, Miến Điện, Đông Ấn thuộc Hà Lan và Tân Guinea, cũng như tấn công các mục tiêu xa tận Tây Trung Quốc, Ấn Độ và Bắc Australia. Những thành công ban đầu nhanh chóng bị lu mờ khi không quân Đồng Minh đối địch được cũng cố, một xu hướng không thể đảo ngược cho dù phiên bản mới, Ki-21 IIb, được đưa vào hoạt động với tháp súng bên trên xoay bằng bàn đạp. Cho dù bị mất ưu thế, nó vẫn được giữ lại phục vụ cho đến hết chiến tranh, được sử dụng như máy bay vận tải (cùng với phiên bản vận tải dân sự MC-21), huấn luyện đội bay ném bom và huấn luyện nhảy dù, liên lạc, các phi vụ vận chuyển biệt kích và thám báo bí mật, các phi vụ cảm tử.
Chín chiếc Ki-21 Ia/b (dưới tên gọi Nagoya) được người Nhật gửi sang Thái Lan, và được Không quân Hoàng gia Thái Lan sử dụng trong cuộc xung đột với lực lượng Pháp thuộc phe Vichy tại Đông Dương.
Vào giai đoạn cuối của chiến tranh, chiếc Ki-21 được Lực lượng Đặc nhiệm Giretsu sử dụng chống lại lực lượng Đồng Minh tại Okinawa, Iwo Jima, và quần đảo Marianas. Đây là một phần trong những nỗ lực cuối cùng, cũng đồng thời sử dụng các lực lượng cảm tử Thần Phong (Kamikaze), nhằm trì hoãn hoặc ngăn chặn các cuộc tấn công của Không lực Mỹ từ Okinawa vào Chính quốc Nhật Bản.

## Các phiên bản
Ki-21Chiếc nguyên mẫu và các kiểu đánh giá, trang bị nhiều kiểu động cơ và vũ khí khác nhau. Có tám chiếc được chế tạo.
Ki-21 IaMáy bay ném bom hạng nặng Lục quân Loại 97 Kiểu 1A. Phiên bản sản xuất hàng loạt đầu tiên, trang bị động cơ Nakajima Ha-5 KAI công suất 850 mã lực. Được cấu tạo bởi Mitsubishi, có 143 chiếc được Nakajima Hikoki chế tạo.
Ki-21 Ib Kiểu IBbổ sung thêm một súng máy 7,7 mm phía đuôi và mỗi bên hông, thiết kế lại khoang bom, cánh nắp và đuôi. Có 120 chiếc được Mitsubishi chế tạo.
Ki-21 Ic Kiểu ICbổ sung thêm một súng máy 7,7 mm, gia tăng trữ lượng nhiên liệu. Có 160 chiếc được Mitsubishi chế tạo.
Ki-21 IIPhiên bản thử nghiệm đánh giá, kiểu Ki-21 Ic được cải tiến động cơ và vũ khí, thay đổi cấu trúc mang động cơ trên cánh. Có bốn chiếc được chế tạo.
Ki-21 IIa Kiểu 2APhiên bản sản xuất hàng loạt. Có 590 chiếc được chế tạo.
Ki-21 IIb Kiểu 2B SallyKiểu 2a có nóc buồng lái cải tiến, bổ sung thêm tháp súng xoay được. Có 688 chiếc được chế tạo.
MC-21Phiên bản vận tải dân sự không vũ trang, cải biến từ kiểu Ki-21 I/II
Ki-57Phiên bản dân sự của kiểu máy bay ném bom Ki-21, MC-20 và MC-21, trang bị nhiều kiểu động cơ khác nhau.
NagoyaTên gọi dành cho những chiếc Ki-21 Ia/b được gửi sang Thái Lan.

## Các nước sử dụng
Nhật Bản
- Không lực Lục quân Đế quốc Nhật Bản

 Thái Lan
- Không quân Hoàng gia Thái Lan sử dụng chín chiếc Ki-21 I Nagoya.

## Đặc điểm kỹ thuật (Ki-21)

### Đặc tính chung
- Đội bay: 5-7 người
- Chiều dài: 16,0 m (52 ft 6 in)
- Sải cánh: 22,50 m (73 ft 10 in)
- Chiều cao: 4,85 m (15 ft 11 in)
- Diện tích bề mặt cánh: 69,90 m² (752,12 ft²)
- Trọng lượng không tải: 6.070 kg (13.354 lb)
- Trọng lượng có tải: 10.600 kg (23.320 lb)
- Động cơ: 2 x động cơ Mitsubishi Kiểu 100 Ha-101, công suất 1.500 mã lực (1.119 kW) mỗi động cơ

### Đặc tính bay
- Tốc độ lớn nhất: 485 km/h (301 mph) ở độ cao 4.700 m (15.400 ft)
- Tốc độ bay đường trường: 380 km/h (236 mph)
- Tầm bay tối đa: 2.700 km (1.680 mi)
- Trần bay: 10.000 m (32.800 ft)
- Tốc độ lên cao: 7,6 m/s (1.489 ft/min)

### Vũ khí
- 7 x súng máy Kiểu 89 7,7 mm gắn trước mũi, đuôi, bên hông và dưới bụng
- 1 x súng máy Kiểu 1 12,7 mm trên tháp súng lưng
- 1000 kg (2200lb) bom

## Nội dung liên quan

### Máy bay liên quan
- Mitsubishi Ki-57

### Danh sách liên quan
- Danh sách máy bay chiến đấu
- Danh sách máy bay quân sự Nhật Bản